# Constanze Stelzenmüller

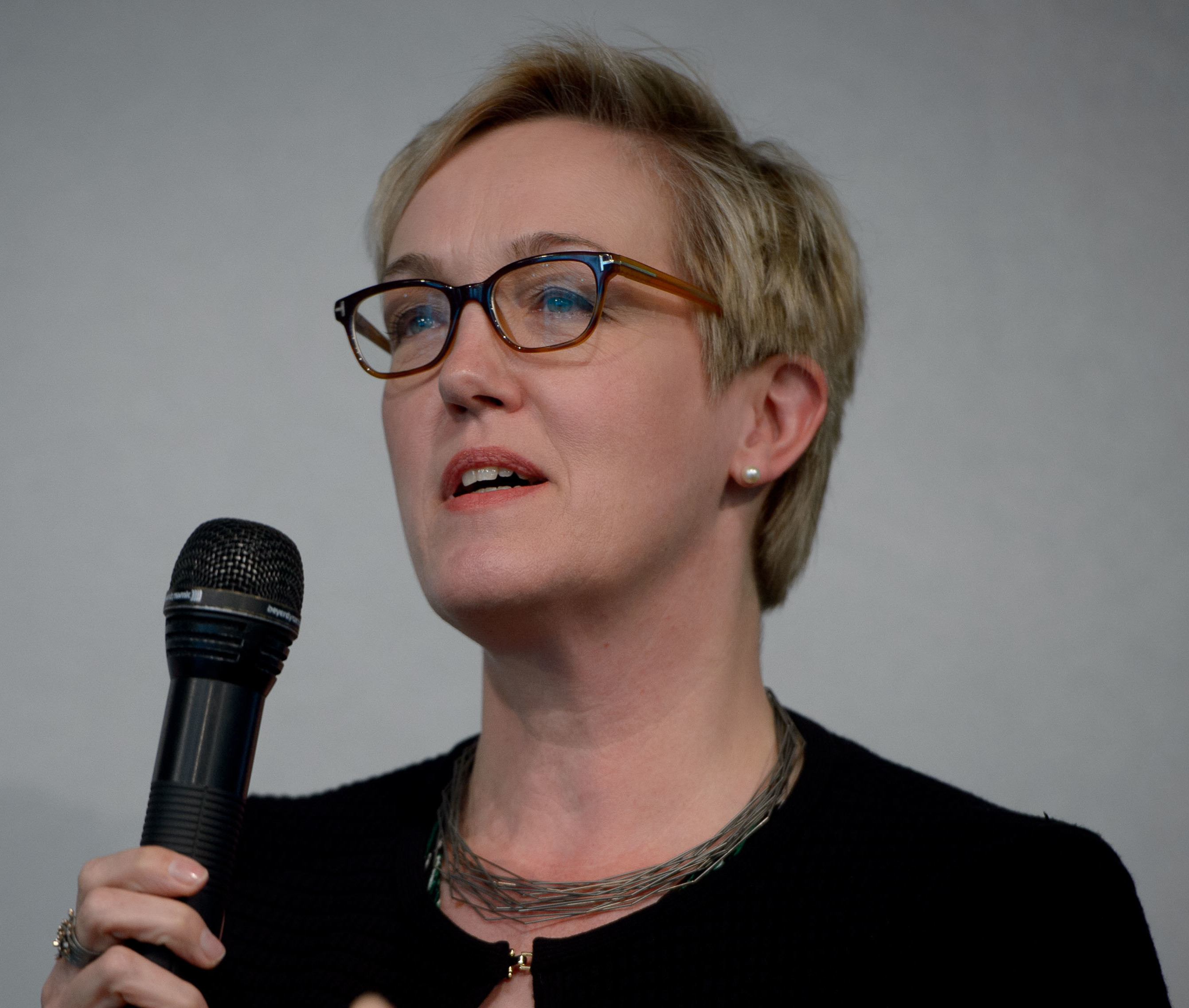
Constanze Stelzenmüller (2015)

Constanze Stelzenmüller (* 20. Mai 1962 in Bonn) ist eine deutsche Juristin und Publizistin. Sie ist Direktorin des „Center on the United States and Europe“ und erste Inhaberin des Fritz-Stern-Chair bei der Brookings Institution, einer Forschungsstelle zu transatlantischen Beziehungen.

## Leben
Als Tochter eines Diplomaten verbrachte Stelzenmüller einen großen Teil ihrer Kindheit im Ausland. Von 1979 bis 1985 studierte sie an den Universitäten Bonn und Genf Rechtswissenschaft. Als McCloy-Stipendiatin erwarb Stelzenmüller an der Kennedy School of Government der Harvard University den Master in Public Administration (1988); anschließend forschte sie als Gastwissenschaftlerin an der Harvard Law School (1988–89). Mit einer Arbeit über Direkte Demokratie in den Vereinigten Staaten wurde Stelzenmüller 1992 an der Universität Bonn zur Dr. iur. promoviert. Nach einem Volontariat (1992–93) beim Tagesspiegel wurde Stelzenmüller 1994 Redakteurin der Zeit, wo sie schwerpunktmäßig über Menschenrechte, Flüchtlingsdramen und die UNO berichtete sowie über afrikanische Konflikte wie Ruanda, Kongo und Eritrea/Äthiopien. Ab 1998 schrieb sie über die NATO, Europäische Verteidigungs- und Sicherheitspolitik, militärische Interventionen im Kosovo und in Afghanistan, Terrorismus, Irak, internationale Kriegsverbrecher-Tribunale, deutsche Außenpolitik und deutsch-amerikanische Beziehungen.
Von April bis Juni 2004 war Stelzenmüller Fellow am Woodrow Wilson International Center for Scholars in Washington, DC. Im Juli 2005 übernahm Stelzenmüller die Leitung des Berliner Büros des German Marshall Fund. Von 2009 bis 2014 war sie dort Senior Transatlantic Fellow und leitete unter anderem die Umfrage Transatlantic Trends. Für den German Marshall Fund war sie 2013, gemeinsam mit Markus Kaim, Leiterin des Projekts Neue Macht – Neue Verantwortung der Stiftung Wissenschaft und Politik.
Im Juni 2014 gab die Robert-Bosch-Stiftung bekannt, dass Stelzenmüller ab November 2014 als Senior Fellow an der Brookings Institution forschen wird.
Als Nachfolgerin von Theo Sommer war Stelzenmüller von 2007 bis 2014 Vorsitzende des Wissenschaftlichen Beirates der Deutschen Stiftung Friedensforschung. Zudem war sie von 2009 bis 2013 ehrenamtliche Vorsitzende der deutschen Sektion von Women in International Security (WIIS.de). Seit 2014 ist Stelzenmüller Mitglied der Royal Swedish Society for War Sciences auf Lebenszeit. Sie ist Mitglied im Beirat für Innere Führung des Bundesverteidigungsministeriums und Governor der Ditchley Foundation.
Essays und Artikel von ihr sind in Foreign Affairs, Internationale Politik, der International Herald Tribune, der Washington Post sowie der Süddeutschen Zeitung erschienen. Seit 2018 schreibt sie eine monatliche Kolumne in der Financial Times. Am 28. Juni 2017 sagte sie vor dem Senate Select Committee on Intelligence des US-Senats zur russischen Einflussnahme auf die deutschen Wahlen aus.
Stelzenmüller war Teilnehmerin der Bilderberg-Konferenz 2022 in Washington, D.C.

## Positionen
In einem Radiointerview mit dem Deutschlandfunk am 20. Mai 2011 beurteilte sie eine Rede Barack Obamas wegen dessen Vergleichs der arabischen Demokratiebewegung mit der amerikanischen Unabhängigkeitsbewegung im 18. Jahrhundert ausgesprochen wohlwollend.
Zur Diskussion um das Gedicht Was gesagt werden muss von Günter Grass äußerte sie,
dass es schon immer eine „unschöne“ antizionistische Tendenz der europäischen Linken, inklusive der deutschen Linken, gebe. Moderne Denker der „linken Mitte“ würden das bedauern.
Stelzenmüller war während der Präsidentschaftswahl in den Vereinigten Staaten 2016 als Expertin oft zu Gast in deutschen Talkshows. Dabei warnte sie ganz ausdrücklich vor Donald Trumps Verachtung für die freiheitlich-demokratische Grundordnung in den USA und bewertete dessen Kontrahentin Hillary Clinton trotz „außenpolitischer Fehlentscheidungen“ als Frau mit „bemerkenswerter politischer Erfahrung“ und „echter Lernfähigkeit“.

## Mitgliedschaften
- Bundeskanzler-Helmut-Schmidt-Stiftung, Mitglied des Kuratoriums (seit 2021)[21]